# Eupithecia ammonata
Euphitecia ammonata es una especie de polilla de la familia Geometridae. La especie fue descrita por primera vez por James Halliday McDunnough habiendo sido descrita en 1929, con distribución en América del Norte. El holotipo de la especie fue descrita en los alrededores del Río Red Deer, 50 millas (80,5 km) al nordeste de Gleichen (Alberta). E. ammonata es parte del grupo de especies russeliata.

## Descripción
Es una polilla mediana con una envergadura de 18 milímetros (0,7 plg). Las alas anteriores son grises con líneas cruzadas extremadamente tenues. Se han registrado adultos volando de mayo a agosto.